# Hemistilbia
Hemistilbia từng là một chi bướm đêm thuộc họ Noctuidae, hiện tại được coi là đồng nghĩa của Sympistis.

## Former species
- Hemistilbia apposita (Barnes & McDunnough, 1918)